# Polk City (Iowa)
Polk City város az USA Iowa államában, Polk megyében. Lakosainak száma 5543 fő (2020. április 1.).

## Népesség
A település népességének változása:

| 2010 | 3 418 |
| 2020 | 5 543 |